# Breyten
Breyten este un oraș din Africa de Sud.